# Fontao (La Teijeira)
Fontao (llamada oficialmente San Bartolomeu de Fontao) es una parroquia y un lugar del municipio español de La Teijeira, en la provincia de Orense, Galicia.

## Toponimia
La parroquia también es conocida por el nombre de San Bartolomé de Fontao.

## Organización territorial
La parroquia está formada por dos entidades de población, constando una de ellas en el nomenclátor del Instituto Nacional de Estadística español:
- Fontao
- Portela (A Portela)

## Demografía
Gráfica demográfica del lugar y parroquia de Fontao según el INE español:
| Gráfica de evolución demográfica de Fontao entre 2000 y 2023 |
|                                                              |
| Datos según el nomenclátor publicado por el INE.             |